# Pokolj u Dalju
Pokolj u Dalju odnosi se na ubojstva hrvatskih policajaca, pripadnika Zbora narodne garde, pripadnika civilne zaštite i civila u Dalju koja su počinili JNA i pripadnici srpskih paravojnih postrojbi od 1. kolovoza do prosinca 1991. nakon zauzimanja grada tijekom Domovinskog rata. Procjenjuje se da je u tom razdoblju ubijeno između 112 i 135 ljudi.

## Tijek događaja
Prema popisu stanovništva iz 1991., Dalj je imao 5515 stanovnika, od čega su većina bili Srbi.
2. travnja 1991. srpski pobunjenici postavljaju prve cestovne barikade u istočnoj Slavoniji na cestama koje spajaju Vukovar s Vinkovcima, Osijekom i Daljem. Tzv. Srpsko nacionalno vijeće proglašava pripajanje istočne Slavonije i Baranje SAO Krajini. 
1. kolovoza 1991. u ranim jutarnjim satima srpski pobunjenici su uz pomoć JNA (koja se napadom topništvom na postaju hrvatske policije po prvi put u sukobu otvoreno svrstala na srpsku stranu) napali policajce, gardiste i pripadnike civilne zaštite koji su se nalazili u zgradi policije, tražeći njihovu predaju. Nakon gotovo desetosatne opsade - pucanja po okruženoj zgradi, čak i iz tenkova - postaja je zauzeta i svi koji nisu ubijeni u opsadi, likvidirani su odmah potom, i to 20 policajaca, 15 pripadnika Zbora narodne garde i četiri člana Civilne zaštite, koji su i izmasakrirani. Tisuće hrvatskih civila iz Aljmaša, Dalja i Erduta bježe pred srpskim paravojnim postrojbama u Osijek.
17. kolovoza 1991. nakon masakra nad Hrvatima u selu Dalju, pronađeno je tijelo hrvatskog novinara Stjepana Penića.
U rujnu i listopadu, srpske paravojne postrojbe uhapsile su nekoliko hrvatskih civila i zadržali ih u policijskoj postaji. 11 zatvorenika je strijeljano a njihova tijela zakopana su u masovnoj grobnici u selu Ćelija.
Međunarodni sud za ratne zločine počinjene na području bivše Jugoslavije optužio je Slobodana Miloševića i za ubojstva 4. listopada 1991. godine, kada su pripadnici Teritorijalne obrane SAO SBZS, predvođeni Željkom Ražnatovićem, ušli su u zatočenički objekt u zgradi policije u Dalju i vatrenim oružjem ubili 28 zatočenika, hrvatskih civila. Tijela žrtava odnesena su iz zgrade i bačena u obližnji Dunav. Nakon bitke za Vukovar, JNA je 20. listopada 1991. nekoliko zarobljenika transportirala u zatočeničke objekte u Dalju. Tamo je Teritorijalna obrana mučila one koji su branili Vukovar. Najmanje 34 zatvorenika je tada ubijeno.
13. svibnja 2010., osječko Županijsko državno odvjetništvo je nakon provedene istrage pred Županijskim sudom u Osijeku podignulo optužnicu protiv državljanina Republike Srbije, 64-godišnjeg Enesa Tase, zbog ratnog zločina protiv ratnih zarobljenika i civilnog stanovništva. Tasi se stavlja na teret da je 1. kolovoza 1991. u Dalju, tijekom oružane pobune dijela mjesnoga srpskog stanovništva i oružanog napada Republike Srbije i JNA na Hrvatsku, kao zapovjednik 51. motorizirane brigade JNA, protivno odredbama međunarodnog ratnog prava, zapovijedio svojim postrojbama te podređenim pripadnicima Teritorijalne obrane Dalja i Borova kao i pridruženim dobrovoljcima, napad na mjesto Dalj uz izričitu zapovijed da ne smije biti zarobljenih pripadnika MUP-a RH i Zbora narodne garde (ZNG).

## Vanjske poveznice
- Snimka događaja iz Dalja 1991.